# 143rd Airlift Wing

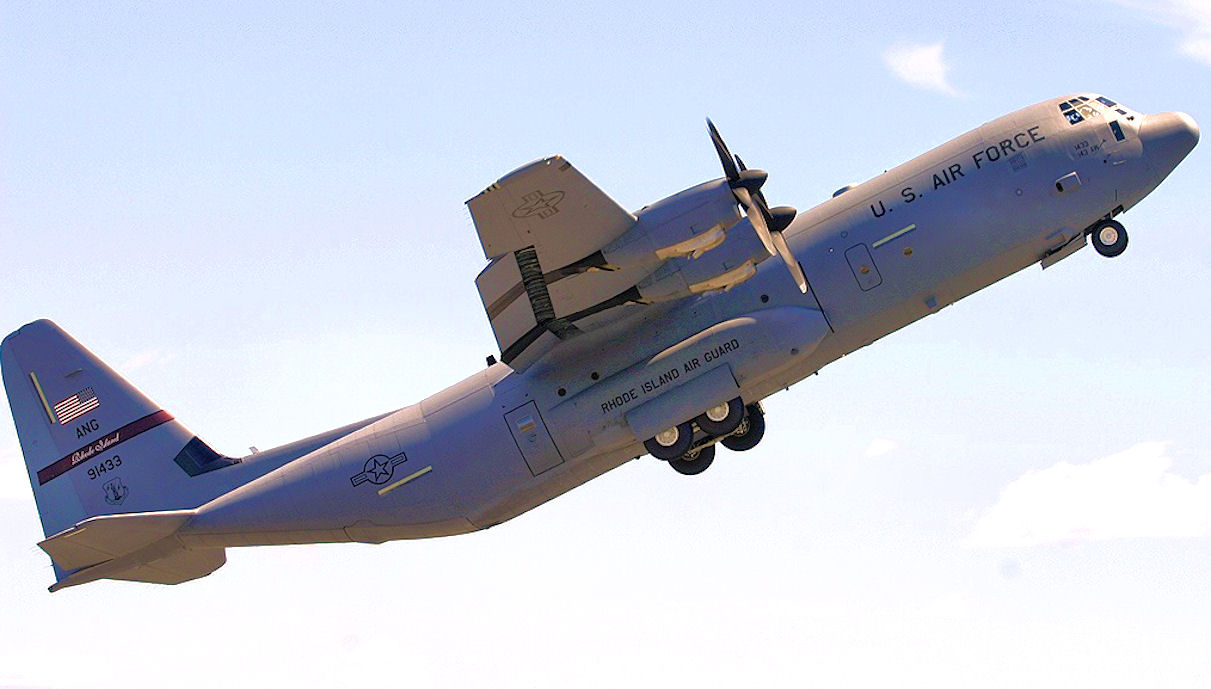
C-130J dello Stormo

Il 143rd Airlift Wing è uno Stormo da trasporto della Rhode Island Air National Guard. Riporta direttamente all'Air Mobility Command quando attivato per il servizio federale. Il suo quartier generale è situato presso la Quonset Point Air National Guard Station, Rhode Island.

## Organizzazione
Attualmente, al settembre 2017, esso controlla:
- 143rd Operations Group, striscia di coda rossa con scritta Rhode Island bianca
  - 143rd Operations Support Squadron
  -  143rd Airlift Squadron - Equipaggiato con 8 C-130J
- 143rd Maintenance Group
  - 143d Maintenance Squadron
  - 143d Aircraft Maintenance Squadron
  - 143d Maintenance Ops Flight
- 143rd Mission Support Group
  - 143d Civil Engineering Squadron
  - 143d Communications Flight
  - 143d Mission Support Flight
  - 143d Security Forces Squadron
  - 143d Services Flight
  - 143d Logistics Readiness Squadron
- 143rd Medical Group